# Démographie médicale
 (mars 2007).
La démographie médicale est, au sens propre, l'étude statistique de la population de la profession médicale, ou au sens large, des professions de santé.
Elle est aussi la pratique de la régulation de la population de ces professions dans le cadre plus large de la gestion du système de soins d'un pays.

## Situation dans différents pays

### En France
En France,
- en 1930, on compte 25 000 médecins, soit 1 pour 1 600 habitants[1].
- en 2004, il existait[2] un peu plus de 208 887 médecins actifs, à comparer avec 112 000 en 1979. On constatait une féminisation certaine de la profession, la proportion de ces dernières atteignant 57 % pour la tranche d'âge des moins de 34 ans. Mais plus on progresse dans les classes d'âge et plus cette proportion diminue ;
- fin 2010, 264 466 médecins étaient inscrits au tableau de l'Ordre des médecins[3]. Malgré une hausse du nombre des médecins nouvellement inscrits, le nombre total diminue en raison d'un taux de départ à la retraite qui est plus élevé encore[3] ;
- le secteur libéral a perdu de son attractivité (70 % des 5 392 nouveaux médecins de 2010 ont préféré un exercice salarial contre 9,4 % ayant choisi la voie de l'exercice libéral (dont 23 % en zone rurale)[3] ;
- de plus, 903 médecins (dont 45 % étaient généralistes) ont dévissé leur plaque bien avant l’âge de la retraite, surtout dans de grandes métropoles françaises ; 90,3 % d’entre eux souhaitant quitter le secteur libéral[3] ;
- un quart environ des nouveaux médecins en 2010 ont obtenu leur diplôme hors de France et exercent majoritairement dans des régions pauvres ou peu densément habitées (44 % en Picardie et 39 % en Champagne Ardenne. L'Yonne en a accueilli le plus[3].)
- 10 % des 276,354 médecins inscrits au tableau de l'Ordre au 1er janvier 2014 sont nés dans un pays membre de la Ligue arabe : 8,5 % au Maghreb et 1,5 % au Liban ou en Syrie[4].
- En 2017 on comptait 102 250 médecins généralistes en France, dont 60 265 libéraux exclusifs et 18 594 salariés hospitaliers[5].
- L'âge moyen des médecins généralistes en 2017 est de 51,6 ans, et des spécialistes de 51,2 ans; les plus âgés étant les gynécologues avec une moyenne de 60,7 ans, les plus jeunes étant les hématologues avec 43,3 ans[6].

#### Une mauvaise répartition territoriale
Selon le ministère de la santé, un quart de la population française manquerait de médecins près de son lieu de résidence, principalement dans les zones rurales et les banlieues[réf. souhaitée].
Leur répartition est en effet géographiquement très inégale : globalement, déficit dans les villes non universitaires du centre et du nord de la France. Certains départements ont une densité médicale inférieure à 143 médecins pour 100 000 habitants ; d'autres ont une densité supérieure à 184 médecins pour 100 000 habitants.
Mi 2012 (trois ans après le vote de la Loi Hôpital, patients, santé et territoires) les zones rurales et périurbaines sont encore en situation de « désertification médicale », en dépit d'un certain succès des maisons pluridisciplinaires de santé. Les incitations n'ont pas été suivies d'effets significatifs, les agences régionales de santé n'ayant que peu de pouvoir en la matière. La délégation de service et de tâches ainsi que certaines formes de télémédecine pourraient limiter une partie des effets négatifs du manque de médecin de proximité.

#### Prospective
Alors que la population augmente et vieillit, l' Atlas de la démographie médicale française 2011 (5e édition) du CNOM  confirme un écart croissant entre le taux de médecins nouvellement inscrits (+2,5 % en un an, soit 5 392 médecins/an) et le taux de départ (+11,2 % en un an, soit 4 310 médecins).

## Régulation globale

### Numerus clausus: régulation quantitative
Le numerus clausus (« nombre fermé » en latin) conditionne le nombre de places offertes au concours de fin de première année de médecine. Il est à la fois national, pour fixer le nombre de praticiens, et local, pour déterminer le nombre d’étudiants poursuivant leurs études dans chaque UFR de médecine. Le numerus clausus est le plus favorable dans les UFR situées dans les régions les plus « dévastées » sur le plan de la démographie médicale (exemple : Lille) et le plus strict dans les régions surpeuplées (exemple : Nice). Le numerus clausus suit un double objectif : limiter le nombre de professionnels, et empêcher les sureffectifs d'étudiants hospitaliers. Se pose actuellement le problème suivant : le numerus clausus ne peut pas suffisamment augmenter pour compenser les départs en retraite (« papy boom ») car les « terrains de stages » hospitaliers manquent. La généralisation des stages hors-CHU (« périphérie ») tend à résoudre ce problème même si elle en créera peut-être d'autres (les médecins de ces hôpitaux n'ayant aucune formation spécifique à l'encadrement d'étudiants).

### Épreuves classantes nationales: régulation quantitative
Le concours de l’Internat (remplacé dès 2004 par les ECN), devenu obligatoire pour accéder à une spécialité dans les années 1990, régule quant à lui la répartition des étudiants dans les différentes sections de spécialités :
- spécialités médicales
- spécialités chirurgicales
- gynécologie médicale
- gynécologie obstétrique
- pédiatrie
- biologie médicale
- médecine du travail
- santé publique
- psychiatrie
- génétique

La filiarisation, à savoir le fait de transformer une spécialité en section autonome choisie dès le début, a permis une régulation plus fine et la sauvegarde de certaines spécialités comme la pédiatrie ou la gynécologie.
A l’heure actuelle (2007) la répartition entre internes de spécialité et de médecine générale est de 47 % - 53 %.

## Régulation géographique
À l'heure actuelle, contrairement aux pharmacies la liberté d'installation de cabinet médical est totale. Aucune mesure coercitive n'existe pour forcer le rééquilibrage géographique de la densité médicale.
Les déséquilibres géographiques sont façonnés par plusieurs gradients :
- un gradient Nord - Sud
- un gradient Métropoles/villes universitaires - Petites villes
- un gradient Villes - Campagne/Banlieues

L'URCAM (Union régionale des caisses d'assurance maladie) met a disposition sur chaque site régional l'accès à deux services pour les infirmiers et les médecins généralistes en vue de réguler ce déséquilibre:
- c@rtoSanté : propose la consultation en ligne de données statistiques et cartographies (le site du nord pas de calais) grâce à l'interface geoclip.
- inst@lsanté  accompagne les professionnels de santé dans leur démarche d’installation, et les informe sur les différents dispositifs d’aide à la pratique professionnelle (le site nord pas de calais)

### Mesures financières d'incitation
Les mesures financières d'incitation à l'installation dans les zones déficitaires, comme l'augmentation de 20 % du tarif de la consultation, n'ont quasiment pas eu d'effets.

### Loi « Hôpital, patients, santé, territoire»
La loi « Hôpital, patients, santé, territoire » (Loi HPST), a été discutée au Parlement avant d'être promulguée le 21 juillet 2009. La loi HPST crée notamment les agences régionales de santé (ARS) fortement sollicitées durant la crise sanitaire du Covid-19.

### Négociations conventionnelles
En décembre 2008, des négociations conventionnelles ont eu lieu entre l'Union nationale des caisses d'assurance maladie (UNCAM) et les représentants des praticiens libéraux pour trouver un accord sur des mesures de régulation médicale.